# جون ماتسون (منافس ألعاب قوى)
جون ماتسون (بالسويدية: Johan Mattsson)‏ هو منافس ألعاب قوى سويدي، ولد في 5 نوفمبر 1894، وتوفي في 1 سبتمبر 1969.

## وصلات خارجية
- جون ماتسون على موقع أوليمبيديا (الإنجليزية)
- جون ماتسون على موقع اللجنة الأولمبية السويدية (السويدية)